# Batalha de Chambois
A Batalha de Chambois foi uma batalha de agosto de 1944 durante a Batalha da Normandia na Segunda Guerra Mundial. Antes da batalha, um bolsão se formou em torno de Falaise, Calvados, onde o Grupo de Exércitos B alemão, com o 7º Exército e o 5º Exército Panzer (anteriormente Panzergruppe West) foram cercados pelos Aliados Ocidentais. A tomada de Chambois pelas forças americanas, canadenses e polonesas viu o fechamento final do Bolsão de Falaise em 21 de agosto de 1944 e a destruição da maior parte do Grupo de Exércitos B.

## Antecedentes
Após o sucesso da Operação Totalize ao sul de Caen em 8 e 9 de agosto, o General Harry Crerar, comandante do Primeiro Exército Canadense, avançou para o sul. A Operação Tractable foi lançada para romper as linhas alemãs e capturar as cidades taticamente importantes de Falaise e depois as cidades menores de Trun e Chambois e cercar grandes formações alemãs.
Após o fracasso da Operação Lüttich, os alemães foram obrigados a se retirarem para a cidade de Chambois. No dia 17 de agosto, o 1º Exército Canadense tomou a cidade de Falaise de modo que os alemães foram encurralados pelas forças armadas polonesas, canadenses e norte-americanas. Walther Model, o comandante do Grupo de Exércitos B (o líder do exército alemão na França), ordenou que aos 5º e 7º Exércitos a se retirarem para o rio Dives e assumir uma posição defensiva para lutar contra os norte-americanos.
A cidade de Chambois havia sido fortemente bombardeado e estava em ruínas, com soldados alemães de várias unidades agredidas fluindo para a área.

## Batalha

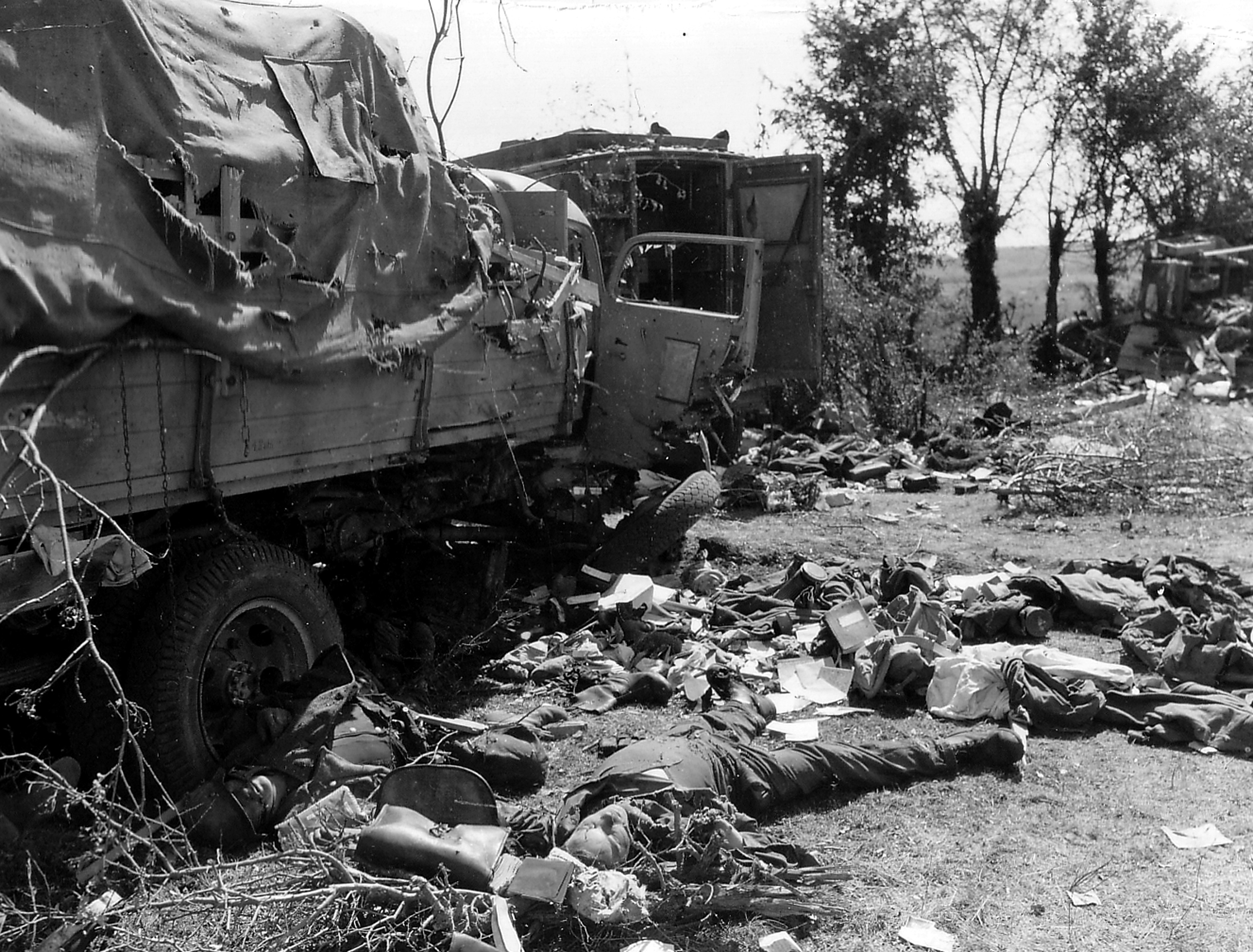
Tropas alemãs mortas espalham-se por um comboio emboscado em Chambois, agosto de 1944.

Em 18 de agosto de 1944, as forças canadenses capturaram Trun, enquanto a 1ª Divisão Blindada Polonesa do General Stanisław Maczek se dirigia para Chambois para cercar 110.000 alemães no Bolsão de Falaise. Pequenos corredores a leste de Chambois permitiram que um pequeno número de alemães escapasse do bolsão e seguisse em direção ao rio Sena.

Posições aliadas e alemãs ao redor da área de Falaise-Argentan no rescaldo da Operação Tractable, em 17 de agosto de 1944. O 7º Exército alemão e elementos do 5º Exército Panzer correm o risco de envelopamento.

Ao mesmo tempo, ao sul de Chambois, a 90ª Divisão de Infantaria americana avançou para o norte para fechar o bolsão de Chambois. Na manhã de 19 de agosto, Saint-Lambert-sur-Dive foi tomada por forças canadenses e, ao meio-dia, as forças polonesas atacaram Chambois e assaltaram posições alemãs no que era conhecido como Cota 262, localizada a nordeste da cidade. As forças polonesas então atacaram os subúrbios de Chambois.
A leste de Chambois, forças polonesas e americanas se uniram para finalmente fechar o Bolsão de Falaise. Os Aliados continuaram a atacar elementos em retirada dos 5º e 7º Exércitos alemães e da 116ª Divisão Panzer "Windhund". Um contra-ataque alemão organizado pelo General Paul Hausser em 20 de agosto não conseguiu romper as linhas polonesas, mas permitiu que mais tropas alemãs escapassem do bolsão. As tropas e veículos alemães ficaram presos nas estradas estreitas congestionadas e foram presas fáceis para a artilharia aliada e os ataques aéreos.
No final de 20 de agosto, Chambois finalmente caiu nas mãos forças polonesas e o Bolsão de Falaise foi selado em 21 de agosto, com aproximadamente 50.000 alemães presos dentro.

## Consequências
A batalha resultou na destruição da maior parte do Grupo de Exércitos B a oeste do rio Sena, que abriu o caminho para Paris e a fronteira franco-alemã para os exércitos aliados na Frente Ocidental. Remanescentes de unidades alemãs recuaram para o leste em direção ao Sena, mas deixaram muitos dos seus blindados pesados e artilharia para trás. O General Hausser foi ferido na mandíbula durante a batalha, mas escapou do cerco.

## Comemoração

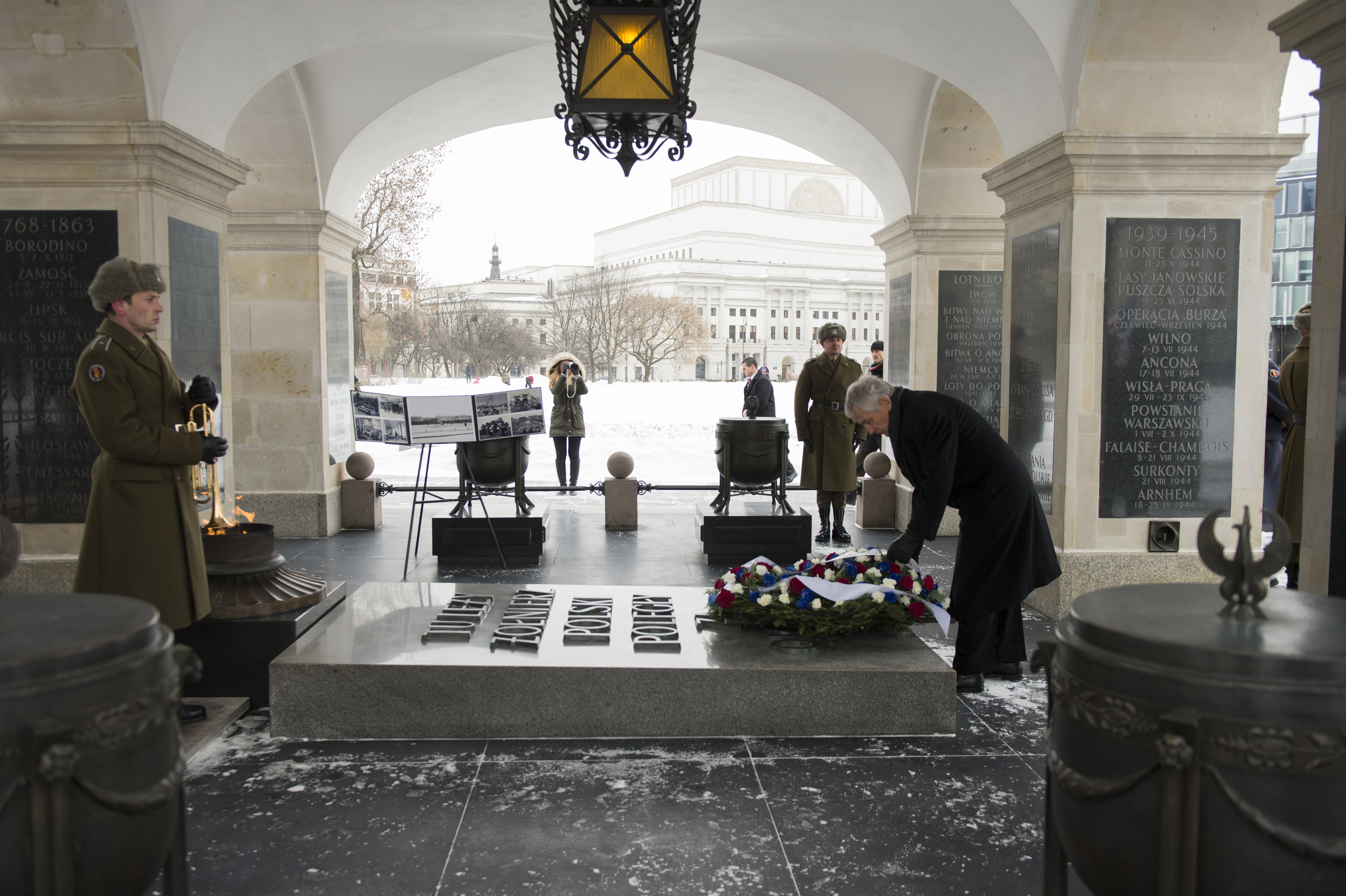
O Secretário de Defesa dos EUA, Chuck Hagel, deposita uma coroa de flores no Túmulo do Soldado Desconhecido em Varsóvia, capital da Polônia, em 30 de janeiro de 2014.

A luta do soldado polonês em Chambois foi comemorada no Túmulo do Soldado Desconhecido em Varsóvia com a inscrição "FALAISE-CHAMBOIS 8 - 21 VIII 1944" em uma das placas sobre a Segunda Guerra Mundial.

## Cultura popular
A Batalha de Chambois foi representada em dois jogos eletrônicos, ambos de 2006.
- No jogo de tiro em primeira pessoa, Call of Duty 3, o jogador faz parte de uma série de missões nas quais os Aliados avançam pelo Bolsão de Falaise em direção a Chambois; com a Batalha de Chambois sendo o capítulo final do jogo.
- No jogo de estratégia em tempo real, Company of Heroes, o jogador deve tomar e defender uma série de pontes contra os ataques alemães em Chambois. A missão culmina com as forças americanas se juntando com soldados canadenses e poloneses.